# العلاقات الجورجية الطاجيكستانية
العلاقات الجورجية الطاجيكستانية هي العلاقات الثنائية التي تجمع بين جورجيا وطاجيكستان.

## مقارنة بين البلدين
هذه مقارنة عامة ومرجعية للدولتين:
| وجه المقارنة                                              | جورجيا                          | طاجيكستان                          |
| --------------------------------------------------------- | ------------------------------- | ---------------------------------- |
| المساحة (كم2)                                             | 69.70 ألف                       | 143.10 ألف                         |
| عدد السكان (نسمة)                                         | 3.72 مليون                      | 8.92 مليون                         |
| الكثافة السكانية (ن./كم²)                                 | 53.37                           | 62.33                              |
| العاصمة                                                   | تبليسي، كوتايسي                 | دوشنبه                             |
| اللغة الرسمية                                             | اللغة الجورجية، اللغة الأبخازية | اللغة الطاجيكية                    |
| العملة                                                    | لاري جورجي                      | ساماني طاجيكي، الروبل الطاجيكستاني |
| الناتج المحلي الإجمالي (بليون دولار)                      | 15.16 مليار                     | 7.15 مليار                         |
| الناتج المحلي الإجمالي (تعادل القوة الشرائية) بليون دولار | 35.68 مليار                     | 24.03 مليار                        |
| الناتج المحلي الإجمالي الاسمي للفرد دولار أمريكي          | 3.79 ألف                        | 925                                |
| الناتج المحلي الإجمالي للفرد دولار أمريكي                 |                                 | 2.69 ألف                           |
| مؤشر التنمية البشرية                                      | 0.754                           | 0.624                              |
| رمز المكالمات الدولي                                      | +995                            | +992                               |
| رمز الإنترنت                                              | .ge، .გე ‏                       | .tj                                |
| المنطقة الزمنية                                           | ت ع م+04:00                     | ت ع م+05:00                        |

## منظمات دولية مشتركة
يشترك البلدان في عضوية مجموعة من المنظمات الدولية، منها:
| علم المنظمة | اسم المنظمة                    | تاريخ انضمام جورجيا | تاريخ انضمام طاجيكستان |
| ----------- | ------------------------------ | ------------------- | ---------------------- |
|             | مؤسسة التنمية الدولية          | 31 أغسطس 1993       | 4 يونيو 1993           |
|             | منظمة الأمن والتعاون في أوروبا | 24 مارس 1992        | 30 يناير 1992          |
|             | مؤسسة التمويل الدولية          | 29 يونيو 1995       | 2 ديسمبر 1994          |
|             | الأمم المتحدة                  | 31 يوليو 1992       | 2 مارس 1992            |
|             | الاتحاد الدولي للاتصالات       | 7 يناير 1993        | 28 أبريل 1994          |
|             | البنك الدولي للإنشاء والتعمير  | 7 أغسطس 1992        | 4 يونيو 1993           |
|             | الاتحاد البريدي العالمي        | ?                   | ?                      |
|             | يونسكو                         | 7 أكتوبر 1992       | 6 أبريل 1993           |
|             | الفريق المعني برصد الأرض       | ?                   | ?                      |

## وصلات خارجية
- موقع وزارة الخارجية الجورجية